# Аністратенко Віталій Вячеславович
Віта́лій Вячесла́вович Аністра́тенко (нар. 2 липня 1960, Ташкент) — український зоолог, фахівець з прісноводних і морських молюсків, член-кореспондент НАН України (2025), професор (2014), доктор біологічних наук (2004), лауреат Премії НАН України імені І. І. Шмальгаузена (2004), заступник директора Інституту зоології імені І. І. Шмальгаузена НАН України.

## Життєпис
У 1984 році закінчив Черкаський педагогічний інститут (нині Черкаський національний університет імені Богдана Хмельницького). З 1987 року на різних посадах в Інституті зоології НАН України у Києві. У 1991 році захистив кандидатську дисертацію, у 2004 році — докторську. З 2015 року — завідувач відділу фауни та систематики безхребетних, з 2022 року — також заступник директора Інституту зоології.
1 травня 2025 року обраний членом-кореспондентом НАН України.